# Doriane Pin
Doriane Pin (Ivry-sur-Seine, 6 januari 2004) is een Frans autocoureur. In 2022 werd zij kampioen in de Ferrari Challenge Europe. Vanaf 2024 maakt zij deel uit van het Mercedes Junior Team, het opleidingsprogramma van het Formule 1-team van Mercedes.

## Carrière

### Karting
Pin begon haar autosportcarrière op negenjarige leeftijd. In 2016 debuteerde zij in het nationale kartkampioenschap. In 2017 en 2018 werd zij hier respectievelijk tiende en vijfde in de Junior-klasse, voordat zij in 2019 kampioen werd in de vrouwenklasse. Dat jaar nam zij ook, samen met Esteban Masson, deel aan de Karting Slalom Cup van de FIA Motorsport Games.

### Sportwagens
In 2020 stapte Pin over naar de Franse Renault Clio Cup, waarin zij in de eerste drie raceweekenden voor GPA Racing reed. Haar beste resultaat was een negende plaats op het Circuit Paul Ricard.
In 2021 reed Pin in het laatste weekend van de Ferrari Challenge Europe op het Circuit Mugello in de Pro-klasse, waarin zij in beide races zesde werd. In 2022 reed zij een volledig seizoen in deze klasse voor het team Scuderia Niki Hasler - Iron Lynx. Zij won negen van de veertien races en stond in vier andere races op het podium. Met 213 punten werd zij gekroond tot kampioen in de klasse.

### Endurance
In 2021 reed Pin haar eerste volledige seizoen in de autosport en nam deel aan de GT3-klasse van de Le Mans Cup voor het team Iron Lynx. In de eerste helft van het seizoen was Sarah Bovy haar teamgenoot, voordat zij het seizoen naast Manuela Gostner afsloot. Met vijf podiumplaatsen werd zij vijfde in de eindstand. Aan het eind van het jaar werd zij ook uitgenodigd voor een testsessie in het FIA Formule 3-kampioenschap op het Circuit de Nevers Magny-Cours, waar zij naast Maya Weug, Nerea Martí en Irina Sidorkova aan deelnam.
In 2022 maakte Pin haar debuut in de LMGTE Am-klasse van het FIA World Endurance Championship (WEC) in de 6 uur van Spa-Francorchamps voor Iron Dames, de nieuwe vrouwenafdeling van Iron Lynx, als vervanger van Bovy en Michelle Gatting, die allebei vanwege een COVID-19-besmetting aan de kant stonden. Samen met Rahel Frey en Christina Nielsen werd zij tiende in haar klasse. Ook reed zij in de laatste drie races van de European Le Mans Series in de LMGTE-klasse voor Iron Dames naast Bovy en Gatting en als vervanger van Frey. Na een uitvalbeurt op het Circuit de Barcelona-Catalunya werd het trio tweede op het Circuit de Spa-Francorchamps en wisten zij de seizoensfinale op het Autódromo Internacional do Algarve te winnen. Met 44 punten werd Pin negende in de eindstand. Tevens won zij met Bovy, Frey en Gatting de Gold Cup-klasse van de 24 uur van Spa-Francorchamps. Als prijs voor haar resultaten mocht zij deelnemen aan de rookietest van het WEC op het Bahrain International Circuit, waarin zij in de LMP2-auto van Jota reed.
In 2023 reed Pin een volledig seizoen in het WEC voor Prema Racing in de LMP2-klasse als teamgenoot van Mirko Bortolotti en Daniil Kvjat; Bortolotti werd in twee races vervangen door respectievelijk Mathias Beche en Andrea Caldarelli. In de eerste race, de 1000 mijl van Sebring, behaalde zij een podiumfinish. In de daaropvolgende race, de 6 uur van Portimão, startte zij vanaf pole position. Met 63 punten werd zij uiteindelijk negende in de eindstand.
In 2024 reed Pin de eerste twee races in de nieuwe LMGT3-klasse van het WEC bij Iron Dames als teamgenoot van Bovy en Gatting. In de 1812 kilometer van Qatar werd zij achtste, maar in de 6 uur van Imola werd zij niet geklasseerd. Zij zou ook deelnemen aan de 24 uur van Le Mans, maar moest afhaken vanwege een blessure.

### Formule 4
Aan het eind van 2023 maakte Pin haar debuut in het formuleracing in het Zuidoost-Aziatisch Formule 4-kampioenschap, waarin zij voor Prema reed. Zij reed enkel in de laatste twee raceweekenden, die allebei op het Sepang International Circuit werden gehouden. Zij behaalde drie podiumfinishes, voordat zij de seizoensfinale wist te winnen. Met 82 punten werd zij achter Jack Beeton tweede in de eindstand.
In 2024 begon Pin het seizoen in het Formule 4-kampioenschap van de Verenigde Arabische Emiraten en kwam hierin opnieuw uit voor Prema. Zij won een race op het Yas Marina Circuit en werd met 66 punten tiende in het kampioenschap.

### F1 Academy
In 2024 stapte Pin over naar de F1 Academy, waarin zij voor Prema Racing rijdt. Tevens werd zij dat jaar opgenomen in het Mercedes Junior Team, het opleidingsprogramma van het Formule 1-team van Mercedes. Zij won drie races op het Jeddah Corniche Circuit, het Circuit Zandvoort en het Losail International Circuit en stond daarnaast nog vijf keer op het podium. Zij verloor een tweede overwinning in Jeddah nadat zij een tijdstraf kreeg omdat zij na de finish nog een volledige ronde op racesnelheid had voltooid. Met 217 punten werd zij achter Abbi Pulling tweede in de eindstand.
In 2025 blijft Pin actief in de F1 Academy bij Prema.

### Formule Regional
In 2024 maakte Pin haar Formule Regional-debuut in het Formula Regional European Championship (FREC) bij Iron Dames. Zij kende een lastig jaar, waarin zij twee raceweekenden vanwege een blessure moest missen. Een veertiende plaats op Paul Ricard was haar beste race-uitslag en zij eindigde puntloos op plaats 27 in het kampioenschap.
In 2025 blijft Pin actief in het FREC, waarin zij overstapt naar Prema.